# 解元 (武進士)
解元（16世紀—17世紀），字汝慶，號荊樵，南直隸應天府上元縣人，明朝軍事人物。

## 生平
解元個性孝順、守正不阿，同時擅長詩文，曾割股醫治生病的母親，萬曆十一年（1583年）舉武進士會試第一，擔任中都留守司軍政僉書副留守，十四年（1586年）掌中都留守司印，十七年（1589年）調署都指揮僉事，分守徐州參將，二十一年（1593年）再改為分守山西，其後官至山西副總兵。

## 引用
1. 1 2  道光《上元縣志·卷十·選舉志》：解元 字汝慶，號荊樵，留守衛指揮道之裔孫，中萬厯癸未會試殿試第一人。性至孝，割股救母病，守正不苟，工詩；仕至山西副總兵，是科進士十三人。
2. ↑  民國《江蘇省通志稿·選舉志·第七卷·明清武進士》：解元 上元人。萬曆十一年癸未科。字汝慶，號荊樵。會試第一人，仕至山西副總兵。
3. ↑  《明神宗顯皇帝實錄·卷一百七十》：（萬曆十四年正月丙午）……以中都留守司軍政僉書副留守解元為中都留守司軍政掌印……
4. ↑  《明神宗顯皇帝實錄·卷二百八》：（萬曆十七年二月丙戌）……改中都署留守解元為署都指揮僉事分守徐州……
5. ↑  《明神宗顯皇帝實錄·卷二百五十六》：（萬曆二十一年正月甲子）……調分守徐州參將解元分守山西。